# Chrysobrycon
Chrysobrycon är ett släkte av fiskar. Chrysobrycon ingår i familjen Characidae.
Kladogram enligt Catalogue of Life:
| Chrysobrycon | \| \| Chrysobrycon hesperus \| \| \| \| \| \| Chrysobrycon myersi \| \| \| \| |
|              | \| \| Chrysobrycon hesperus \| \| \| \| \| \| Chrysobrycon myersi \| \| \| \| |
|              | Chrysobrycon hesperus                                                         |
|              |                                                                               |
|              | Chrysobrycon myersi                                                           |
|              |                                                                               |